# Strada statale 91 (Polonia)
La strada statale 91 (sigla DK 91, in polacco droga krajowa 91) è una strada statale polacca che attraversa il Paese da Danzica a Częstochowa.